# Kaktusotvaré
Kaktusotvaré (Cactales) je bývalý řád dvouděložných rostlin. Byl používán v některých starších taxonomických systémech, jako je např. Melchiorův systém z roku 1964, a obsahoval jedinou čeleď kaktusovité (Cactaceae Juss.). V modernějších systémech, jako je Tachtadžjanův systém, Cronquistův systém atd., a také v systémech APG (APG, APG II, APG III) je čeleď kaktusovité řazena do řádu hvozdíkotvaré (Caryophyllales).